# Karl August von Neuffer
Karl August Neuffer, ab 1806 von Neuffer (*  6. März 1770 in Stuttgart; † 6. Januar 1822 in Funchal), war ein deutscher Offizier und Diplomat. Neuffer war königlich württembergischer Generalmajor und Generalquartiermeister sowie Gesandter im Königreich Preußen und im Vereinigten Königreich von Großbritannien und Irland.

## Leben
Karl August von Neuffer entstammte einer alten württembergischen Familie, aus der zahlreiche Persönlichkeiten der württembergischen Geschichte hervorgegangen sind. Neuffer diente zunächst als Offizier im II. Bataillon des Kapregiments. Er wurde am 20. August 1795 bei Trinconomale auf der Insel Ceylon, das heutige Sri Lanka, gefangen genommen, nach Madras gebracht und nach Europa zurückgeschickt. Er gehörte zu den wenigen Angehörigen des Regiments, es waren etwa 100 von ursprünglich 3.200, die in ihre württembergische Heimat zurückkehren konnten.
Im Anschluss war Neuffer ab März 1800 Leutnant im Bataillon Seeger und diente ab 1801 als Hauptmann im Bataillon Seckendorf der Württembergischen Armee. Am 1. Januar 1806 wurde er als Hauptmann in den Adelsstand des neugegründeten Königreiches Württemberg erhoben. 1807 erfolgte seine Beförderung zum Major im Generalquartiermeisterstab. Ein Jahr später wurde Neuffer als Oberstleutnant zum Infanterie-Regiment Camrer versetzt und im September 1808 zum Kommandeur des Fußjäger-Bataillons ernannt. Bereits im November gleichen Jahres avancierte er zum Oberst. Als solcher wurde Neuffer 1812 zum Infanterie-Regiment Nr. 3 versetzt und 1813 zum Generalmajor sowie zum Generalquartiermeister ernannt.
Nach dem Ende der Befreiungskriege erhielt Neuffer 1815 seine Ernennung zum königlich württembergischen Gesandten im Königreich Preußen nach Berlin und arbeitete ab 1817 als solcher in London im Vereinigten Königreich. Das Amt übte er bis 1821 aus. Karl August von Neuffer starb am 6. Januar 1822 unverheiratet, im Alter von 51 Jahren, in Funchal auf der portugiesischen Atlantikinsel Madeira. Testamentarisch hatte er verfügt, dass seine Erben um den ihm verliehenen Adelsstand nachsuchen sollten.